# Szatmár TV
A Szatmár TV a partiumi, erdélyi Szatmár megye első videós hírportálja.
Szerkesztősége Szatmárnémetiben található.
Szlogenje: Szatmár TV: mi jó képet vágunk!.

## Története
2011. február 14-én indult el Szatmárnémeti székhellyel az oldal. Az alapítók célja ennek létrehozásával az volt, hogy pótolják a magyar nyelvű helyi televízió hiányát a partiumi megyében.

## Adatok
Magyar nyelvű, politikailag és gazdaságilag független videós hírportál. A videós anyagokon kívül írottak is olvashatóak az oldalon.
A szatmári, romániai, valamint külföldi friss hírek mellett a legújabb technikai újdonságokról, a nagyvilágban történő érdekességekről szóló tudósításokat olvashatják a portál látogatói. Nem maradnak ki ugyanakkor a sztárpletykák, a hírességekkel kapcsolatos újdonságok sem.
A szolgáltatások között megtalálható az apróhirdetés lehetősége, valamint a koncertek, különböző kulturális események programjánlója is.

## Külső hivatkozások
- Hivatalos honlap
- Az Új Magyar Szó hivatalos weblapja[halott link]
- A Nyelv és Tudomány hivatalos honlapja

### A Szatmár TV videós hírportál
- www.szatmartv.ro